# Low Catton
Low Catton – wieś w Anglii, w hrabstwie East Riding of Yorkshire. Leży 47 km na północny zachód od miasta Hull i 280 km na północ od Londynu.